# یواس‌اس لمپری (اس‌اس-۳۷۲)
یواس‌اس لمپری (اس‌اس-۳۷۲) (به انگلیسی: USS Lamprey (SS-372)) یک زیردریایی بود که طول آن ۳۱۱ فوت ۹ اینچ (۹۵٫۰۲ متر) بود. این زیردریایی در سال ۱۹۴۴ ساخته شد.